# Losar
| Tibetische Bezeichnung                   |
| ---------------------------------------- |
| Tibetische Schrift: ལོ་གསར                |
| Wylie-Transliteration: lo gsar           |
| Offizielle Transkription der VRCh: Losar |
| THDL-Transkription: Losar                |
| Chinesische Bezeichnung                  |
| Traditionell: 洛薩、羅皇節               |
| Vereinfacht: 洛萨、罗皇节                |
| Pinyin:Luòsà, Luóhuángjié                |

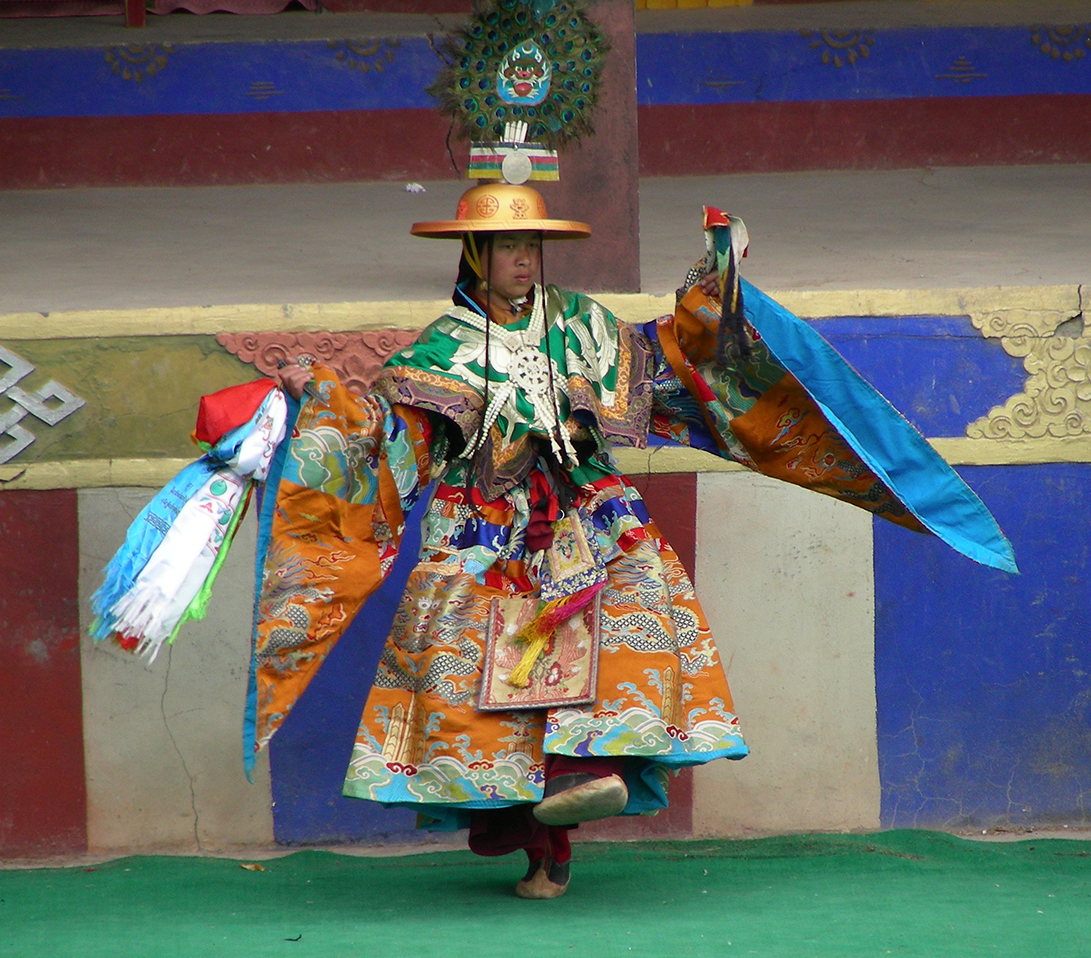
Tanz zu Losar

Losar ist das tibetische Wort für Neujahr. Lo heißt Jahr und sar heißt neu. Losar ist der wichtigste Feiertag in Tibet. Er wird mit Abweichungen auch gefeiert bei den Yolmo, Sherpa, Tamang, Bhutia, in Bhutan und von den vielen im Exil lebenden Tibetern in aller Welt.
Losarfeiern gab es offenbar schon in vorbuddhistischer Zeit. Vorbereitende Übungen mit Textlesung und Meditation beginnen üblicherweise fünf Tage vorher. Zu Losar bekommt das Haus einen frischen Anstrich, die Familie bekommt frische, neue Kleider, Streitigkeiten werden beigelegt und Schulden beglichen. Man beginnt sozusagen ein neues Leben.
Das Datum des tibetischen Neujahrs hat sich im Lauf der Geschichte immer wieder geändert. Es beginnt mit dem ersten Frühlingsmonat, wobei die hierbei angewandten lunaren Monate die Zeit von Neumond zu Neumond bezeichnen. Damit das Jahr immer zum Frühlingsanfang beginnt, ist der tibetische lunisolare Kalender dem Sonnenjahr angepasst, manche Jahre dauern daher 13 statt 12 Monate. Oft fällt es auf den gleichen Tag wie im chinesischen Neujahr (manchmal mit einem Tag oder gar einem lunaren Monat Unterschied). Wie in China, der Mongolei und weiteren Ländern des Kulturkreises wird jedes Jahr fortlaufend einem von 12 Tiernamen des Ostasiatischen Tierkreiszyklus, einem von 5 Elementen und zusätzlich – anders als in China – den männlichen oder weiblichen Energien zugeordnet. So begann z. B. am 22. Februar 2012 mit dem Tag nach dem Neumond das tibetische männliche 2139, das Jahr des Wasser-Drachen.
Am ersten Tag des Losarfests wird überwiegend in der Familie gefeiert. Häufig werden Speisen zuerst in einer Tsog-Puja den Buddhas dargeboten. Der zweite Tag ist religiösen Dingen gewidmet, große Thankas (sakrale Rollbilder) werden in den Klöstern ausgehängt, Cham-Tänze bewundert und an Klosterzeremonien teilgenommen. Am dritten Tag wird in der Öffentlichkeit gefeiert, meist unter freiem Himmel, und chang (Gerstenbier) getrunken. Als bedeutendes buddhistisches Erneuerungsritual kann die Zeremonie auch 15 Tage dauern. Am zweiten Tag des neuen Jahres ist es Brauch, sich gegenseitig zu besuchen; Mönche und Nonnen reisen zu ihren Familien.
Da dem Tag der Geburt in dieser Kultur keine besondere Bedeutung zukommt, wird i. d. R. zu Losar auch Geburtstag gefeiert und jeder somit ein Jahr älter.